# Eugène Archambault
Eugène Archambault, né le 14 mai 1898 à Juigné-sur-Sarthe et mort le 22 novembre 1974 à Paris, est un coureur cycliste français, en activité de 1926 à 1928,.

## Palmarès
- 1926
  - Angers-Nantes-Angers
  - 2e de Nantes-Les Sables-d'Olonne
  - 3e de Paris-Nantes
- 1928
  - Circuit du Maine-et-Loire
  - 2e du Grand Prix de la Sarthe
  - 2e de Paris-Rennes

## Résultats sur le Tour de France
1 participation :
- 1927 : non partant
- 1928 : abandon à la 9e étape